# 이로운넷
이로운넷은 사회적경제 미디어이다. 2008년 창사했다.

## 수상 및 인증 내역
- 2010년 고용노동부 소셜벤처대회 우수상
- 2017년 고용노동부 사회적기업 인증

## 연혁
08. 7. 25(주)이로운몰 창립, 이경숙 대표 취임
09. 2. 5 윤리적소비 전문 인터넷쇼핑몰 이로운몰 오픈
09. 8. 31 기술보증기금 벤처기업 인증
10. 12. 6 고용노동부 주최 소셜벤처경연대회 우수상 및 인기상 수상
11. 5. 30 서울형 사회적기업 선정
11. 7. 25 이경숙 박강태 공동대표 취임
11. 12.고용노동부-사회적기업 SNS 활성화 프로젝트 대행
12. 4. 20 이로운닷넷 매체 등록(서울 아02085)
12. 7  한국사회적기업진흥원 상품 소개 사이트 e-store365.or.kr 구축 대행
12. 4~16. 12 한국사회적기업진흥원 블로그 및 기자단 운영 대행
13. 1. 28  상품의 여론 형성이 가능한 중계 사이트를 이용한 위젯 쇼핑몰 시스템 및 이를 이용한 상품 판매방법 특허 취득 (등록번호 101227870000)
14. 7~16. 3 한국사회적기업진흥원 사회적기업 기자단 운영 대행
14~ 서울 사회적경제 뉴스레터 세모편지 제작 용역’ 공동 수행
15. 5~17. 3. 한국직업능력개발원 팟캐스트 ‘진로레시피’ 진로 교육 콘텐츠 기획 및 제작 대행
16. 8~12 서울시 사회적경제 디지털마케팅 지원사업 수행 용역
16. 10~12 한국사회투자 스토리텔링마케팅 지원사업 수행 용역
16. 8~17. 2 사회적경제 사례집 <사회적경제 참 좋다> 제작 용역
17. 1 네이버 해피빈 크라우드 펀딩 업무 협약
17. 3  페이스북 카드뉴스 Better 인수
17. 4~12‘2016 서울 사회적경제 뉴스레터 세모편지 제작 용역’ 공동 수행
17. 7 SK 행복나래 신규 사회적기업 전용 온라인 몰 콘텐츠 마케팅 업무 협약
17. 9. 12 고용노동부 사회적기업 인증
17. 9~12‘서울시 사회투자기금 융자업체 대상 홍보지원사업’ 수행 용역 기타 (사)부스러기사랑나눔회, 소셜벤처 바이맘, 소셜벤처 맘이랜서 등 디지털마케팅 전략 수립 및 대행 프로젝트 진행
17. 11. 30 윤병훈 머니투데이 마케팅 본부장, 이로운넷 대표 취임(겸직)
18. 1. 22 이로운넷 미디어센터 개소
18. 4~12 서울시 사회적경제 지원센터 ‘세모편지’ 발행 용역 수행
18. 6 사회적기업 협업모델 사업 ‘이로운꽃’ 론칭
18. 6~9 빈곤문제 해결을 위한 공동프로젝트 ‘닥터노아 대나무칫솔 구독사업’ 진행
18. 6 사회적기업 판로개척 지원사업(6개 사회적 기업 판로개척 지원 홍보용역) 수주
18. 6~12 행정안전부 사회개혁추진단 ‘2018 국민참여 사회문제해결 프로젝트’ 용역 수주
18. 7 빅이슈, 사회적 문제해결을 위한 공동캠페인 업무협약
18. 7 서울시협동조합지원센터 콘텐츠 제휴 및 청년기자단 위탁교육을 위한 업무제휴